# بوب هاريس (كرة سلة)
بوب هاريس (بالإنجليزية: Bob Harris)‏ مواليد 16 مارس 1927 في ليندين - الوفاة 10 أبريل 1977، كان لاعب كرة سلة أمريكي. بدأ مسيرته الاحترافية في سنة 1949. تم اختياره من قبل فريق ديترويت بيستونز خلال الدرافت. بلغ طوله 6 قدم 7 بوصة (2.0 م). اعتزل اللعب في 1954. لعب مع ديترويت بيستونز وبوسطن سيلتكس.

## روابط خارجية
- بوب هاريس على موقع إن بي أي (الإنجليزية)
- بوب هاريس على موقع سبورتس رفرنس (الإنجليزية)
- بوب هاريس على موقع كلية كرة السلة في سبورتس رفرنس.كوم (الإنجليزية)
- بوب هاريس على موقع ريلجم (الإنجليزية)